# 加夫里伊尔·特罗耶波利斯基
加夫里伊尔·尼古拉耶维奇·特罗耶波利斯基（俄语：Гавриил Николаевич Троепольский，1905年11月29日—1995年6月30日）苏联作家。

## 生平
特罗耶波利斯基于1905年生于沃罗涅日州的一个東正教牧師家庭。1924年毕业于农业学校，1931年起成为乡间教师。1938年起开始发表作品，其作品主要关注农民和乡间的生活。1950年代作为“奥维奇金派”的代表人物之一，被认为是前苏联重要的农村题材作家。1976年进入《我们的同时代人》的编委会。1995年6月30日在沃罗涅日去世。

## 主要作品
- 农艺师笔记摘录（1953）
- 科学副博士（1958）
- 黑土地（1958-1961）
- 白比姆黑耳朵（1971），该书获得1975年的苏联国家奖，被认为是世界儿童文学名作之一。1977年由此书改编的同名电影，获得奥斯卡最佳外语片提名。